# Боярышник однопестичный
Боя́рышник однопе́стичный (лат. Crataégus monógyna) — кустарник или небольшое дерево, вид рода Боярышник (Crataegus) семейства Розовые (Rosaceae).
Используется как плодовое, медоносное, лекарственное и декоративное растение.

## Распространение и экология
В природе ареал вида охватывает Европу, северо-запад Африки, Ближний и Средний Восток. Натурализовалось в Северной Америке, на юге Африки, в Австралии и Новой Зеландии.
Произрастает одиночно и небольшими группами в зарослях кустарников, по опушкам лиственных, реже хвойных лесов, на склонах речных долин и оврагов, на террасах, скалистых склонах увалов и гор, в понижениях среди песков, в низовьях рек.
Приурочен к самым различным субстратам, но лучше всего развивается на тяжёлых, известь содержащих глинистых почвах. Менее требователен к условиям температуры и влажности воздуха, чем боярышник обыкновенный (Crataegus laevigata), и поэтому может успешно произрастать в районах с более континентальным климатом. Легко дичает и часто встречается близ жилищ, во вторичных растительных группировках.

## Ботаническое описание

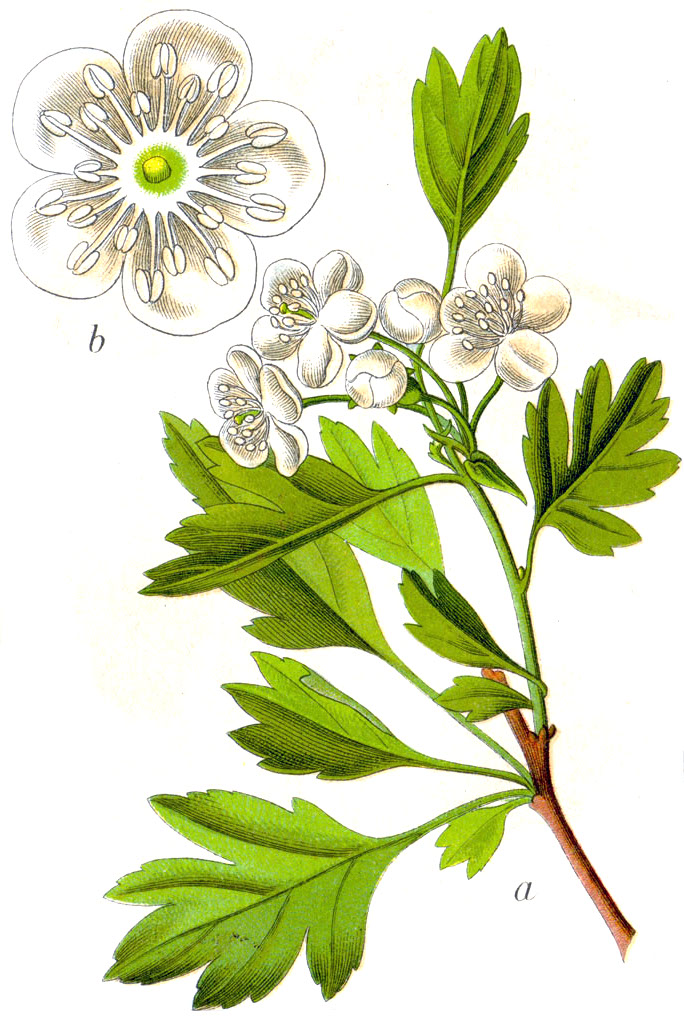

Кустарник или дерево высотой 3—6, реже до 8—12 м, с округло-шатровидной или широко-пирамидальной, довольно симметричной кроной. Ветви буровато-серые; ветки красновато-коричневые или вишневого цвета; побеги голые или вначале густоволосистые. Колючки немногочисленные, длиной около 1 см, нередко отсутствуют; облиственные колючки почти не развиты.
Известны отдельные экземпляры этого вида в возрасте двухсот—трёхсот лет, высотой 17—18 м, при диаметре кроны до 18—20 м и обхвате ствола до 2,5—3 м.
Почки широкояйцевидноконические, длиной 3—5 мм. Листья сверху лоснящиеся, тёмные, оливково-зелёные, снизу светло-зелёные. На плодущих побегах нижние листья обратнояйцевидные до продолговато-яйцевидных, на вершине трёхнадрезанные или крупно-зубчатые; верхние — длиной и шириной до 4—4,5 см, трёх- или пятираздельные, часто с очень несимметрично-расположенными лопастями, последние туповатые, с коротким насаженным хрящеватым остриём, цельнокрайные или близ вершины с немногими зубцами, в очертании овальные. Листья стерильных побегов крупнее, 5—З-глубокораздельные или даже почти рассечённые, с расставленными долями, по краю неровно, нередко, надрезанно-зубчатые. Черешки длиной 1—2 см, желобчатые; прилистники серповидно изогнутые, полусердцевидные, железисто-пильчатые.
Соцветия прямостоящие, диаметром до 5 см, довольно компактные, 10—18-цветковые, с голыми или рассеянно волосистыми осями, цветоножками и гипантиями. Цветки диаметром 1,5 см, с белыми лепестками; чашелистики продолговато-треугольные или широкояйцевидные с притуплённым кончиком, отогнутые при плодах; тычинок двадцать, с красными пыльниками; столбик один.
Плод — красное или коричневато-красное, реже жёлтое яблоко, широкояйцевидной или широко-эллипсовидной формы, длиной 7—10 мм. Косточка одна, длиной до 7 мм, шириной 5 мм, несколько сжатая и выщербленная с боков, с двумя—тремя неглубокими бороздками на спинной стороне.
В условиях Ростовской области сумма эффективных температур для начала цветения 270,6±3,3 °С, а для окончания 390,5±5,6 °С. Цветение в мае—июне. Плодоношение в сентябре.

## Значение и применение

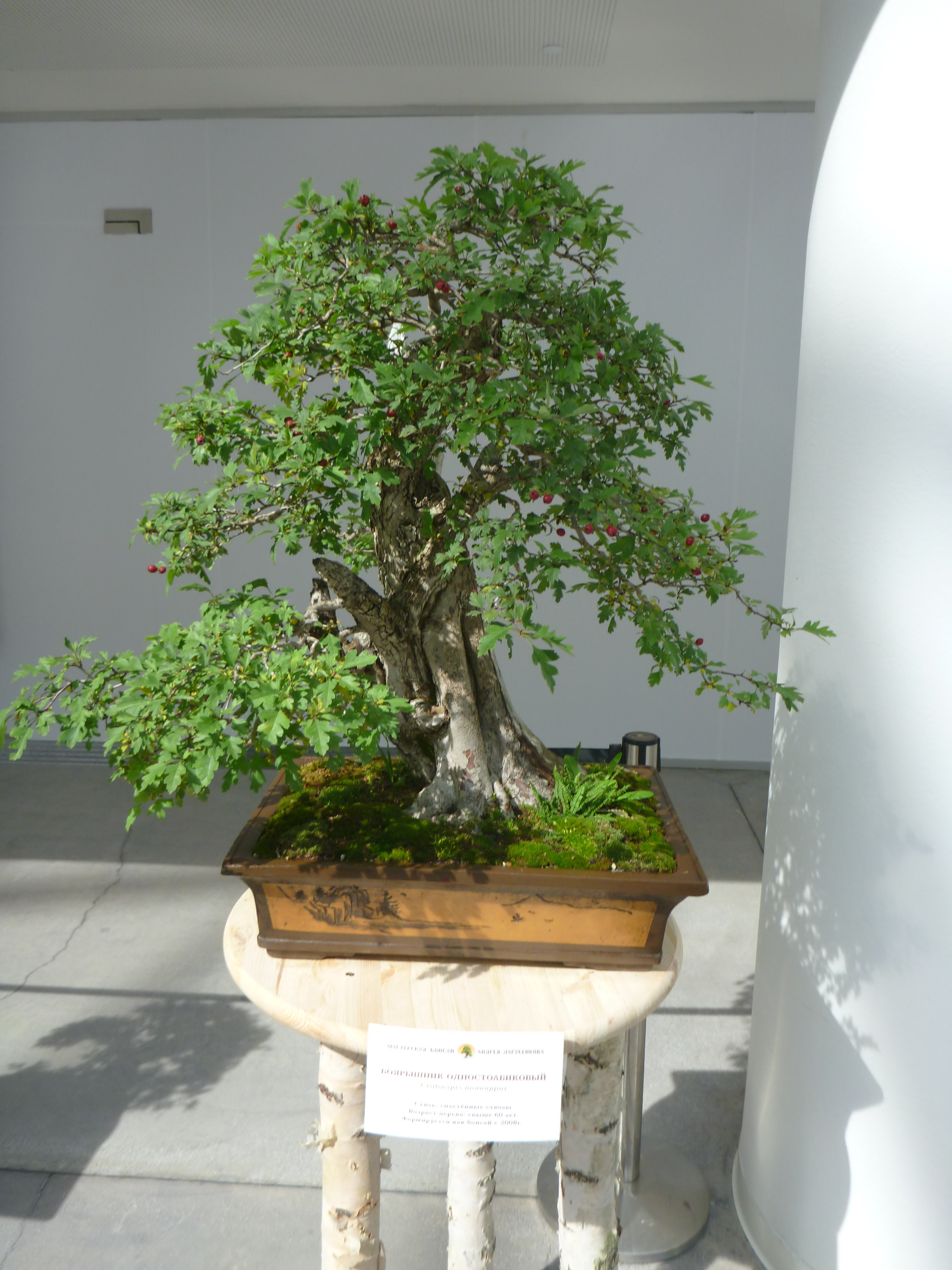
Боярышник однопестичный в виде бонсай

Используется как плодовое, лекарственное и декоративное растение.
Медонос. В естественный насаждениях, произрастающих в свежих дубравах лесостепи, продуктивность мёда составляет от 13,2 до 19,8 кг/га. Холодная и дождливая весна снижает продуктивность. Продуктивность мёда в условиях Ростовской области 6—8 кг/га. Секреция нектара начинается при температуре 18 °С и выше, в ясную и безветренную погоду при температуре воздуха 20—26 °С и относительной влажности воздуха 60% секреция достигает максимума.
С давних пор используют в садах и парках, в аллейных посадках (высокоствольные формы) и особенно для живых изгородей. Прекрасно поддаётся стрижке; обладает большой побегообразующей способностью.

## Классификация

### Таксономия
Вид Боярышник однопестичный входит в род Боярышник (Crataegus) трибы Pyreae подсемейства Спирейные (Spiraeoideae) семейства Розовые (Rosaceae) порядка Розоцветные (Rosales).
|  |                                      |  |                                                              |                                                              |                   |  | ещё 8 семейств (согласно Системе APG III) | ещё 8 семейств (согласно Системе APG III)    |                                              |  |  |  | ещё 7 триб (согласно Системе APG III)         | ещё 7 триб (согласно Системе APG III)         |  |  |  |  | ещё от 200 до 300 видов | ещё от 200 до 300 видов |
|  |                                      |  |                                                              |                                                              |                   |  | ещё 8 семейств (согласно Системе APG III) | ещё 8 семейств (согласно Системе APG III)    |                                              |  |  |  | ещё 7 триб (согласно Системе APG III)         | ещё 7 триб (согласно Системе APG III)         |  |  |  |  | ещё от 200 до 300 видов | ещё от 200 до 300 видов |
|  |                                      |  |                                                              | порядок Розоцветные                                          |                   |  |                                           |                                              | подсемейство Спирейные                       |  |  |  |                                               | род Боярышник                                 |  |  |  |  |                         |                         |
|  |                                      |  |                                                              | порядок Розоцветные                                          |                   |  |                                           |                                              | подсемейство Спирейные                       |  |  |  |                                               | род Боярышник                                 |  |  |  |  |                         |                         |
|  | отдел Цветковые, или Покрытосеменные |  |                                                              |                                                              | семейство Розовые |  |                                           |                                              | триба Pyreae                                 |  |  |  | вид Боярышник однопестичный                   |                                               |  |  |  |  |                         |                         |
|  | отдел Цветковые, или Покрытосеменные |  |                                                              |                                                              |                   |  |                                           |                                              |                                              |  |  |  |                                               |                                               |  |  |  |  |                         |                         |
|  |                                      |  | ещё 44 порядка цветковых растений (согласно Системе APG III) | ещё 44 порядка цветковых растений (согласно Системе APG III) |                   |  |                                           | ещё 8 подсемейств (согласно Системе APG III) | ещё 8 подсемейств (согласно Системе APG III) |  |  |  | ещё около 60 родов (согласно Системе APG III) | ещё около 60 родов (согласно Системе APG III) |  |  |  |  |                         |                         |
|  |                                      |  |                                                              | ещё 44 порядка цветковых растений (согласно Системе APG III) |                   |  |                                           |                                              | ещё 8 подсемейств (согласно Системе APG III) |  |  |  |                                               | ещё около 60 родов (согласно Системе APG III) |  |  |  |  |                         |                         |

### Представители
В рамках вида выделяют несколько форм, разделяющихся по следующим признакам:
по внешнему виду
- Crataegus monogyna f. stricta (Loud.) Nichols — с пирамидальной кроной и направленными вверх ветвями;
- Crataegus monogyna f. pendula (Loud.) Dipp. — с плакучими ветвями, иногда также и с жёлтой корой;
- Crataegus monogyna f. flexuosa (Loud.) Dipp. — со скрученными ветками;
- Crataegus monogyna f. ferox (Carr.) С.К.Schneid. — со скученными в пучки колючками;
- Crataegus monogyna f. hiflora (West.) Rehd. — в районах с мягким климатом цветет среди зимы и затем вторично весной; менее зимостойка, чем другие формы;

по форме листьев и окраске цветков
- Crataegus monogyna f. flore albo-pleno hort. — цветки белые, махровые;
- Crataegus monogyna f. flore roseo hort. — цветки розовые;
- Crataegus monogyna f. flore roseo-pleno hort. — цветки розовые, махровые;
- Crataegus monogyna f. flore rubro hort. — цветки красные;
- Crataegus monogyna f. flore rubro-pleno hort. — цветки красные, махровые;
- Crataegus monogyna f. gumperi hort. — цветки белые с красной каймой;
- Crataegus monogyna f. pteridifolia (Loud.) Rehd. — листья вееровидные, глубоко рассечённые на волнисто скрученные доли;
- Crataegus monogyna f. variegata hort. — листья бело- или жёлто-пёстрые или окаймлённые, реже трёхцветные с наличием розового оттенка.